# دیوزو کولچار
دیوزو کولچار (به مجاری: Kulcsár Győző) ورزشکار مرد رشتهٔ شمشیربازی اهل کشور مجارستان است. وی در بین سال‌های ‎۱۹۶۴ تا ۱۹۷۶ میلادی در مسابقات بازی‌های المپیک تابستانی در مجموع ۶ مدال، شامل ۴ مدال طلا و ۲ برنز را کسب کرد.